# Ръгби
Вижте пояснителната страница за други значения на Ръгби.
Ръгби (на английски: Rugby) е вид игра с топка, близка до футбола, която се играе във Великобритания от средата на XIX в. Играта се играе с овална топка, която играчите на всеки отбор си подават един друг с ръце и крака, опитвайки се да достигнат противниковото точково поле или да отбележат гол в Н-образна врата.
Към края на XIX в. са приети официални правила на играта и тя започва да се играе във все повече държави като Франция, Аржентина, Австралия, Нова Зеландия и ЮАР. Международни мачове се организират от края на XIX в., но едва през 1987 г. за първи път се организира турнир за световна купа. Все повече и повече държави се прибавят към списъка с тези, които участват в първенството. Телевизионната публика на международните мачове е голяма и се предполага, че играта ще бъде гледана от още повече хора в бъдеще.

## История
Според легендата играта е измислена в Училището „Ръгби“ в английския град Ръгби (от където получава името си) през 1823 г. от момче на име Уилям Уеб Елис. Докато играли футбол в училището, Уилям изведнъж взел топката в ръце и се затичал с нея. Тази история може и да е измислена, но се разказва навсякъде, където се говори за историята на ръгбито.
На 26 януари 1871 г. по инициатива на клуба от Ричмънд в ресторант „Пал Мал“ на лондонската Рийджънт стрийт се събират представители на 21 клуба, за да учредят Ръгби-футболния съюз, чиято роля е да стандартизира правилата на играта.
През 1886 г. съюзите на Шотландия, Уелс и Ирландия създават Международния ръгби борд като основен законодателен орган на играта, която според преамбюла на своя кодекс е аматьорска.
През 1895 г. настъпва разцепление сред английските клубове заради спора дали играчите трябва да получават финансови компенсации. Клубовете от Английския север (Йоркшър и Ланкашър) се обединяват в своя Ръгби-футболна лига, която не забранява на своите играчи да получават заплащане за участието си в мачове.
Ръгби лигата и ръгби съюзът развиват самостоятелно своите правилници, поради което с времето в двата вида ръгби настъпват съществени разлики. Ръгбито по правилника на лигата (rugby league) е по-малко разпространен в света, докато ръгбито по правилника на съюза (rugby union) се играе в почти всички държави.
До 1995 г. ръгбито (rugby union) е аматьорски спорт. Въпреки различните проблеми спортът от аматьорски се превръща в професионален и популярността му нараства непрекъснато.
През 1883 г. в Шотландия за пръв път се провежда турнир между отбори по 7 играчи и слага началото на версията ръгби 7, в който срещите се провеждат на стандартен терен, но полувремената са по 7 минути.

## Правила
В ръгбито има 15 играчи от всеки отбор и са нужни различни умения за всяка позиция. Хора с всякакви размери са привлечени от спорта, защото за някои позиции са нужни по-едри хора, а други са заети от по-дребни. Ръгби във варианта с 15 играчи се играе на игрално поле, ненадвишаващо 100 м. дължина и 70 м. ширина, най-често с тревно покритие, но е възможно също пясъчно, глинено, снежно или покритие от изкуствена трева. Топката има овална форма с дължина 30 см. Направена е от кожа или изкуствена материя.
Целта на играта е всеки от двата отбора на терена да отбележи възможно най-голям брой точки чрез придвижване с топка в ръце или с крак. Целта на отбора владеещ топката е да я задържи и да се придвижи напред, за да отбележи точки. Ако не успее да постигне това, отборът губи владението на топката в полза на противниковия отбор. По време на играта всеки играч може да взема топката и да тича с нея, да я подава на друг играч и да блокира (задържа) противник, който държи топката. Играч няма право да подава топката напред с ръка.
Точки се отбелязват, когато топката да бъде затисната от играч в противниковото точково поле, което носи 5 точки и правото на допълнителен удар с крак във вратата – 2 точки. Затискането на топката в точковото поле се нарича есе (от френски) или трай (от английски). Гол чрез удар с крак по време на играта се отбелязва по два начина, след наказателен удар и след удар ждроб, които носят 3 точки.

## Разновидности
Съществуват няколко разновидности на ръгби в зависимост от броя играчи, правилата и терена на който се играе. Основните разновидности са ръгби 15, ръгби 13, ръгби 7, тъч-ръгби и плажно ръгби. Съществуват и някои по-малко популярни разновидности като ръгби 9, таг ръгби (безконтактен вид, където вместо да се докосва противникът, му се отнема лентата закачена на колана или шортите), мини ръгби (адаптиран вариант за деца), подводно ръгби и др.

### Ръгби 15
Ръгби 15 е най-популярната версия на спорта. Играе се от два отбора с по 15 играчи. Правилата са разгледани по-горе.

### Ръгби 13
Ръгби 13, познато още като ръгби по правилника на лигата, се играе от два отбора съставени от 13 играча. Правилата са подобни на ръгби 15, като най-съществената разлика е, че играчът с топка не може да разчита на своя отбор при влизането в контакт с противника.

### Ръгби 7
Отборите са съставени от по 7 играча и срещата се играе на терен със същите размери като за ръгби 15. Срещата трае не повече от четиринадесет минути игрално време и се дели на две полувремена от седем минути. Ръгби 7 е избран за олимпийски спорт и участва на всички олимпийски игри от 2016 нататък.
Днес турнирите по ръгби 7 привличат огромна публика и най-елитните играчи на планетата. Най-известните турнири се провеждат ежегодно в Хонг Конг, Дубай, Сан Диего, Джордж (РЮА), Аделаида (Австралия), Уелингтън (Нова Зеландия). В България в началото на месец май се провежда турнир по ръгби 7 – СОФИЯ СЕВЪНС.

### Тъч-ръгби
Тъч-ръгби е безконтактна версия на играта, която възниква в Австралия като загряващо упражнение. Впоследствие получава статут на отделен спорт.
Отборите са съставени от 6 играча, а игралното поле е с намалени размери. Отборът в атака владее топката докато не инкасира 6 докосвания след което се сменя притежанието. След като докоснат атакуващ играч носещ топката, всички от защитаващия се отбор трябва да се изтеглят 5 метра назад.

### Плажно ръгби
Отборите са съставени от 5 до 7 играча, като размерите на терена са значително намалени. Практикува се на плажа или на пясъчен терен. Мачът се състои от две половини по 7 минути с 3-минутна пауза между тях.

## Основни международни състезания

### Световна купа по ръгби
Световна купа се провежда всеки четири години и е най-важното международно състезание по ръгби. Тя се организира от Международния Ръгби Футбол Борд от 1987 г. като първото издание е в Нова Зеландия и Австралия. В състезанието участват 20-те най-добри отбора от цял свят, които преминават през квалификации. Настоящият световен шампион е отборът на Нова Зеландия, спечелил Световната купа по ръгби 2015, която се провежда в Англия. Купата е печелена три пъти от Нова Зеландия, по два пъти от Австралия и Южна Африка и веднъж от отбора на Англия.

### Турнир на шестте нации
Турнирът се провежда всяка година в началото на месец февруари и в него вземат участие шестте най-силни европейски отбора – Англия, Италия, Ирландия, Франция, Шотландия, Уелс. Всеки отбор играе по една среща с останалите, като домакинствата се редуват през година. Турнирът се провежда за първи път през 1883 г. като шампионат на нациите във Великобритания, между отборите на Англия, Ирландия, Шотландия и Уелс. През 1910 г. турнирът става шампионат на петте нации с добавянето на Франция. Турнирът е разширен през 2000 г., за да се превърне в шампионат на шестте нации с присъединяването на отбора на Италия.

### Шампионат по ръгби
Шампионатът по ръгби е турнир, който се провежда всяка година между август и октомври. В него участват отборите на Австралия, Нова Зеландия, Република Южна Африка и Аржентина. Всеки отбор играе по две срещи на разменно гостуване срещу всеки от останалите отбори, което прави общо дванадесет мача на турнир. Турнирът се провежда от 1996 г. между националните отбори на Австралия, Нова Зеландия и Южна Африка и се нарича Турнир на трите нации. През 2012 г., отборът на Аржентина се включва също в турнира и той се преименува на Шампионат по ръгби (Rugby Championship), тъй като името „Турнир на четирите нации“ вече се използва за аналогичен турнир по ръгби лига. Отборът с най-много победи в турнира е Нова Зеландия – 16 победи (десет в турнира на трите нации и шест в шампионата по ръгби).

### Европейска купа по ръгби
Европейската купа по ръгби е Европейско клубно първенство, известно още като Heineken Cup до 2014 г. Турнирът се провежда от 1995 г. Провежда се всяка година с участието на 20 клубни отбора от Англия, Италия, Ирландия, Франция, Шотландия и Уелс. За 23 издания купата е печелена от 11 клуба от 3 страни (френски, ирландски и английски отбори). Stade Toulousain и Leinster печелят по 4 титли, а Toulon 3 титли.

## В България
Първите сведения за интереса към ръгби се появавят в България в началото на 20-те години на 20 век. През 1921 г. Софийската спортна лига обявява намерението си да развива този спорт и да популяризира някои от правилата, но няма сведения за създаване на отбори. Интересът към ръгбито се възобновява през 1955 г., когато след приятелско посещение на обединен отбор по футбол на ФД „Локомотив“ – Пловдив и на ФД „Локомотив“ в Румъния, деятели на румънския железничарски клуб „Рапид“ – Букурещ идват в София и Пловдив за демонстративни мачове по ръгби.
За рождена дата на ръгби спорта в България се смята 21 октомври 1955 г., когато към ФД „Локомотив“ – София, се учредява секция по ръгби. По-късно се създават и други отбори по ръгби – във ФД „Левски“, във ВИФ „Г. Димитров“ и др., а през 1959 г. се проведжа и първото градско първенство, където победител е отборът на ВИФ. Същата година се създава и първият отбор по ръгби извън столицата – „Миньор“ – гр. Перник. През 1960 г. се провежда и първият шампионат за мъже, като републикански шампион става отборът на „Локомотив“ – София.
Към 2010 г. в България има 18 лицензирани клуба по ръгби, 6 от които се състезават в държавното първенство за мъже. Освен първенствата по ръгби 15 и ръгби 7 за мъже, в България се провеждат още републикански състезания по Ръгби 7 за жени, както и различни първенства за юноши, девойки и деца. Държавните първенства и турнири се утвърждават и ръководят от Българската Федерация Ръгби. Някои от основните ръгби клубове в страната са Национална Спортна Академия, „Валяците“ (Перник), „Варна“, „Балкански котки“ (Берковица), „Локомотив“ (София),Ръгби клуб „Янтра“ (Габрово) и „Левски“ (София).
В международен план, страната ни се представя от мъжкия национален отбор по ръгби, който изиграва първата си международна среща през 1963 г. срещу Румъния. През сезона 2010 – 2012 играе в най-долната група на втора дивизия (2D) в европейския шампионат. Към септември 2010 той е номер 90 в световната ранг листа на Международния Ръгби Футбол Борд, като най-доброто му представяне е 82 място в началото на 2010.

### Шампиони на България по Ръгби 15
| Година | Шампион (титла)        | Град   |
| ------ | ---------------------- | ------ |
| 1960   | Локомотив (1)          | София  |
| 1961   | Локомотив (2)          | София  |
| 1962   | Локомотив (3)          | София  |
| 1963   | Локомотив (4)          | София  |
| 1964   | Локомотив (5)          | София  |
| 1965   | Локомотив (6)          | София  |
| 1966   | Локомотив (7)          | София  |
| 1967   | Локомотив (8)          | София  |
| 1968   | Локомотив (9)          | София  |
| 1969   | Локомотив (10)         | София  |
| 1970   | Локомотив (11)         | София  |
| 1971   | Локомотив (12)         | София  |
| 1972   | Локомотив (13)         | София  |
| 1973   | Локомотив (14)         | София  |
| 1974   | Локомотив (15)         | София  |
| 1975   | Локомотив (16)         | София  |
| 1976   | Локомотив (17)         | София  |
| 1977   | Локомотив (18)         | София  |
| 1978   |                        |        |
| 1979   |                        |        |
| 1980   | ЖСК – СПАРТАК          | Варна  |
| 1981   |                        |        |
| 1982   |                        |        |
| 1983   |                        |        |
| 1984   |                        |        |
| 1985   | Валяците (6)           | Перник |
| 1986   | Валяците (7)           | Перник |
| 1987   | Валяците (8)           | Перник |
| 1988   | Валяците (9)           | Перник |
| 1989   | Валяците (10)          | Перник |
| 1990   | ЖСК – СПАРТАК          | Варна  |
| 1991   | Валяците (11)          | Перник |
| 1992   | Валяците (12)          | Перник |
| 1993   | Валяците (13)          | Перник |
| 1994   | Валяците (14)          | Перник |
| 1995   | Валяците (15)          | Перник |
| 1996   | Валяците (16)          | Перник |
| 1997   | Валяците (17)          | Перник |
| 1998   | Валяците (18)          | Перник |
| 1999   | Валяците (19)          | Перник |
| 2000   | Валяците (20)          | Перник |
| 2001   | НСА „Васил Левски“ (1) | София  |
| 2002   | Валяците (21)          | Перник |
| 2003   | Валяците (22)          | Перник |
| 2004   | НСА „Васил Левски“ (2) | София  |
| 2005   | Локомотив (19)         | София  |
| 2006   | Валяците (23)          | Перник |
| 2007   | Валяците (24)          | Перник |
| 2008   | Валяците (25)          | Перник |
| 2009   | Валяците (26)          | Перник |
| 2010   | НСА „Васил Левски“ (3) | София  |
| 2011   | НСА „Васил Левски“ (4) | София  |
| 2012   | Валяците (27)          | Перник |
| 2013   | Валяците (28)          | Перник |
| 2014   | Валяците (29)          | Перник |
| 2015   | Валяците (30)          | Перник |